# Krasowo-Wólka
Krasowo-Wólka – wieś w Polsce położona w województwie podlaskim, w powiecie wysokomazowieckim, w gminie Nowe Piekuty.
W latach 1975–1998 miejscowość administracyjnie należała do województwa łomżyńskiego.
Wierni kościoła rzymskokatolickiego należą do parafii św. Kazimierza w Nowych Piekutach.

## Historia wsi
Na znajdującym się pobliżu wsi żwirowisku, odkryto obejmujące obszar około 1 ha wczesnośredniowieczne cmentarzysko szkieletowe.
W roku 1408 Krasowo wzmiankowane jako wieś należąca do rodu Boleszczyce. Książę mazowiecki Władysław w roku 1441 nadał Mikołajowi z Krassowa, kasztelanowi wizkiemu 40 łanów ziemi we wsi Sieburczyn nad Biebrzą.
Krassowo-Wólka wzmiankowane w roku 1526.
W 1827 roku odnotowano tu 1 dom i 7 mieszkańców.
Pod koniec XIX w. folwark należał do powiatu mazowieckiego, gmina i parafia Piekuty. Liczył on wówczas 1 dom (dym) i 10 mieszkańców. Grunty rolne pszenne o powierzchni 104 morg.
Według spisu powszechnego z 1921 r. w Krasowie Wólka kolonia znajdował się 1 dom i 16 mieszkańców. Mapy z lat 30. XX wieku wykazały 2 domy mieszkalne.
Współcześnie, w 21 domach zamieszkuje 91 osób.